# Big Dan
Big Dan è un film muto del 1923 diretto da William A. Wellman.

## Trama
Tornato dalla guerra, Dan O'Hara - soprannominato Big Dan - scopre che la moglie l'ha lasciato. A casa, si mette a lavorare con i ragazzi, diventando allenatore di boxe. Ospita nella sua struttura Dora Allen, che cerca di sfuggire a uno sgradevole spasimante. Ben presto, i due si innamorano, ma la loro relazione è complicata prima dall'intervento di un altro spasimante di Dora, poi da una donna che rivela che Dan è ancora sposato. La moglie, però, muore e Dan può dichiararsi alla donna amata.

## Produzione
Il film fu prodotto dalla Fox Film Corporation.

## Distribuzione
Il copyright del film, richiesto dalla Fox Film Corp., fu registrato il 14 ottobre 1923 con il numero LP19539.
Distribuito dalla Fox Film Corporation, il film - presentato da William Fox - uscì nelle sale cinematografiche statunitensi il 14 ottobre 1923. In Europa, venne distribuito nel 1926: in Austria uscì con il titolo Eine verhängnisvolle Nacht o Entfesselte Leidenschaft; in Portogallo, fu presentato il 16 novembre 1926 uscendo con il titolo O Grande Buck .
Copia del film viene conservata negli archivi dell'UCLA Film and Television Archive.